# Mateo Grasso
Mateo Grasso (Ciudad de Córdoba, Córdoba, argentina - 6 de diciembre del 1995) es un futbolista argentino, juega de arquero y actualmente se desempeña en el Club Guillermo Brown de Puerto Madryn de la Primera B Nacional.

## Clubes
| Club                            | País      | Año         |
| ------------------------------- | --------- | ----------- |
| Comisión Actividades Infantiles | Argentina | 2016 - 2017 |
| Guillermo Brown                 | Argentina | 2017 - 2019 |

Camioneros cba.          Argentina.                     2022
[Union San Vicente]       Argentina.                2022-2023
Argentino Peñarol.       Argentina.                 2023-2024